# Els De Rammelaere
Els De Rammelaere (Tielt, 12 april 1969) is een voormalig Belgisch politica voor de Nieuw-Vlaamse Alliantie. Ze was binnen de politiek actief als federaal volksvertegenwoordiger, schepen en burgemeester van Tielt.

## Levensloop
Els De Rammelaere is de dochter van Luc De Rammelaere, schepen in Tielt (1982) en arrondissementscommissaris (1989). Ze behaalde in 1992 een licentie in de rechten aan de Universiteit Gent, waarna ze datzelfde jaar aan de slag ging als advocate. Ook was ze van 1994 tot 1998 zelfstandig juridisch medewerker aan de Universiteit Gent en van 2000 tot 2001 wetenschappelijk medewerker bij een vastgoedkantoor.
Van januari 2001 tot december 2018 was ze voor de Volksunie en nadien voor de N-VA gemeenteraadslid van Tielt, waar De Rammelaere van 2007 tot 2012 schepen van Cultuur en Toerisme was. Om zich op dit ambt te richten, zette De Rammelaere haar advocatenpraktijk op een lager pitje. Bij de gemeenteraadsverkiezingen van 14 oktober 2012 trok Els De Rammelaere de kartellijst N-VA/Open Vld in Tielt. Deze lijst vormde gedurende zes jaar een coalitie met sp.a/Groen. Els De Rammelaere werd zo de eerste vrouwelijke burgemeester van Tielt.
Op 14 oktober 2018 trok De Rammelaere opnieuw de kartellijst N-VA/Open Vld. De partij belandde ditmaal in de oppositie, maar bleef de tweede grootste lijst en De Rammelaere haalde 1.472 voorkeurstemmen, de op een na beste persoonlijke score in Tielt. Hiermee was De Rammelaere burgemeester af. Ze ging niet in de nieuwe gemeenteraad van Tielt zetelen en nam eind december 2018 afscheid van de politiek. Dag op dag 9 jaar na haar eedaflegging als burgemeester ontving De Rammelaere de titel van ereburgemeester.
Op bovenlokaal politiek niveau was De Rammelaere van juni 2007 tot mei 2010 lid van de Kamer van volksvertegenwoordigers voor de kieskring West-Vlaanderen. Bij de verkiezingen van juni 2010 was ze niet langer kandidaat.
Van 2019 tot 2022 was De Rammelaere terug voltijds actief als advocate op het gebied van bouw, vastgoed, omgeving en overheid. Sinds 2022 is ze legal manager bij incassobureau Justified.
De Rammelaere heeft twee kinderen.